# Liste der politischen Parteien in Dänemark
Diese Liste gibt einen Überblick über die politischen Parteien in Dänemark.

## ImFolketingvertretene Parteien
- Alternativet (Å): Die Alternative (grün)
- Danmarksdemokraterne (DD/Æ): Dänemarkdemokraten (Dezentralisierung, Gesellschaftspolitischer Konservatismus)
- Dansk Folkeparti (DF/O): Dänische Volkspartei (sozial- und nationalkonservativ)
- Det Konservative Folkeparti (DKF/KF/C): Die Konservative Volkspartei (liberalkonservativ)
- Enhedslisten. De rød-grønne (Ø): Einheitsliste. Die Rot-Grünen (sozialistisch, ökosozialistisch)
- Liberal Alliance (LA/I): Liberale Allianz (liberal, klassisch liberal)
- Moderaterne (M): Moderate (zentristisch, sozialliberal)
- Nye Borgerlige (NB/D): Neue Bürgerliche (nationalkonservativ)
- Radikale Venstre (R/B): Die Radikale Linke (linksliberal)
- Socialdemokraterne (S/A): Sozialdemokraten (sozialdemokratisch)
- Socialistisk Folkeparti (SF/F): Sozialistische Volkspartei (grün, demokratisch sozialistisch)
- Venstre (V): Linke (rechtsliberal, agrarisch)

## Weitere Parteien
2022 teilgenommen
- Frie Grønne (FG/Q): Freie Grüne (grün)
- Kristendemokraterne (KD/K): Christdemokraten (christdemokratisch, sozialkonservativ)

2019 teilgenommen
- Klaus Riskær Pedersen (KRP/E) („Rotkonservativ“)
- Stram Kurs (SK/P): Harte Linie (Ethnonationalistisch, Islamfeindlichkeit)

Weitere
- Danmarks Kommunistiske Parti (DKP): Dänemarks Kommunistische Partei (kommunistisch)
- Kommunistisk Arbejderparti (KAP): Kommunistische Arbeiterpartei (maoistisch)
- Kommunistisk Parti i Danmark (KPiD): Kommunistische Partei in Dänemark
- Nationalpartiet: Nationalpartei (Politische Mitte)
- Slesvigske Parti: Schleswigsche Partei (Vertretung der deutschen Minderheit)
- Socialistisk Arbejderparti (SAP): Sozialistische Arbeiterpartei (sozialistisch)
- Venstresocialisterne (VS): Linkssozialisten (sozialistisch), 1998 als Partei aufgelöst.

## Politische Organisation
- Folkebevægelsen mod EU (N): Volksbewegung gegen die EU (EU-skeptisch, links)
- Junibevægelsen: Junibewegung (EU-skeptisch), aufgelöst 2009.

## Autonome Gebiete
- Politische Parteien auf den Färöern
- Liste der politischen Parteien in Grönland